# فكرانية

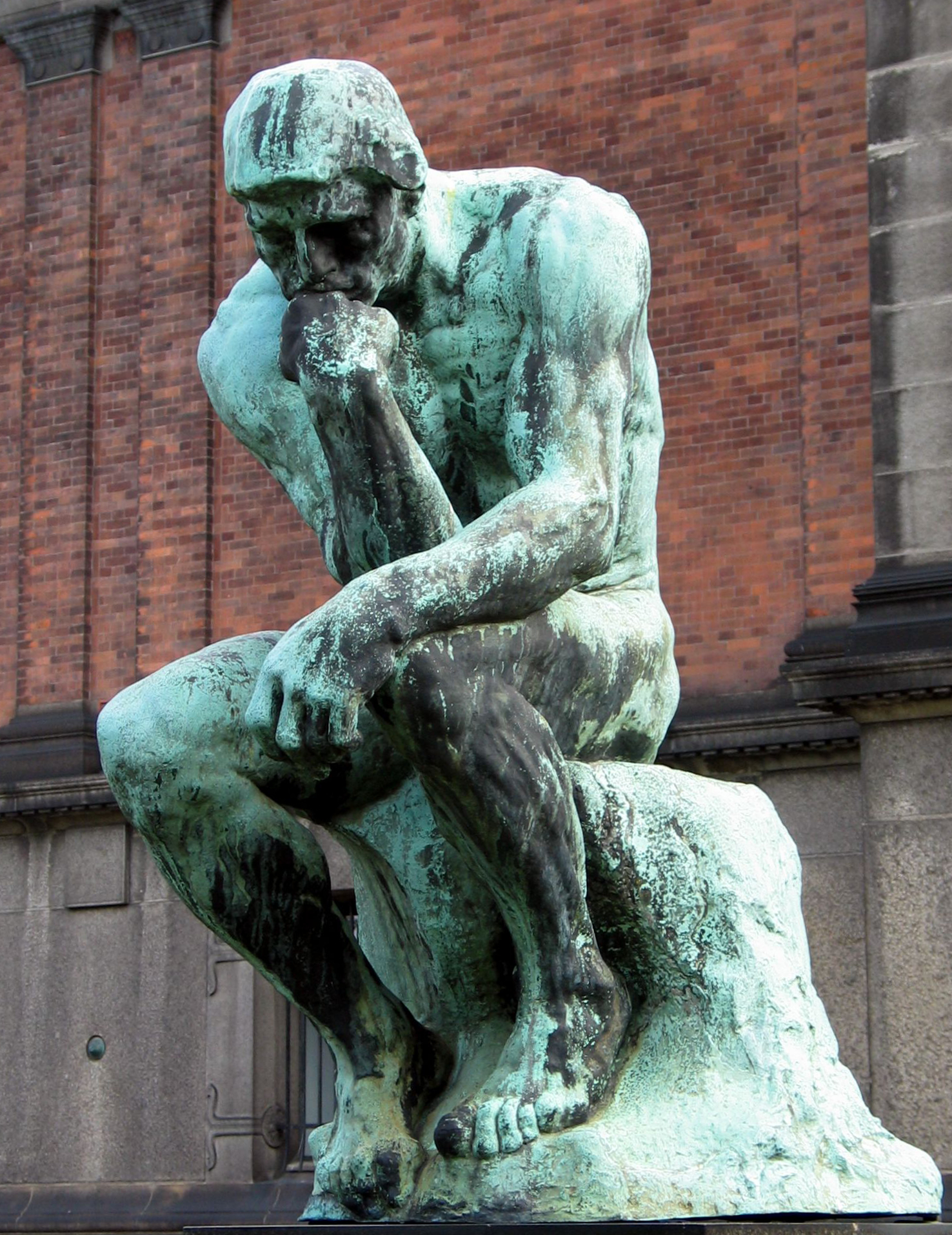

يدل مصطلح الفكرانية أو المذهب العقلاني على استخدام الفكر وتطويره وممارسته؛ أي ممارسة كون الإنسان مفكرًا، وإعمال العقل. يكون مصطلح «الفكرانية» في مجال الفلسفة أحيانًا مرادفًا لـ«العقلانية»، أي أن المعرفة مستمدة غالبًا من المنطق والاستنتاج. اجتماعيًا، يشير مصطلح «الفكرانية» ضمنيًا بشكل سلبي إلى: الهدف الأوحد المبني على التفكير («أي إعطاء تركيز وانتباه كبيرين للتفكير»)، والبرود العاطفي («أي غياب العاطفة والمشاعر»).

## الفكرانية الأخلاقية القديمة
من وجهة نظر سقراط (470-399 قبل الميلاد)، فإن الفكرانية تعني أن «الشخص سيفعل الصواب أو الأفضل فورًا حين يفهم بعمق ما هو الصح أو الأفضل»؛ وأن الفضيلة هي مسألة تفكير بحتة، فالفضيلة والمعرفة يندرجان في «علاقة قرابة عائلية»، والتي يتعوّد عليها الشخص ويحسنها عن طريق تكريس نفسه للتفكير المنطقي. أصبحت الفكرانية السقراطية، حسب تعريفها، إحدى المذاهب الفلسفية الرئيسية في الرواقية. تُعتبر «المفارقات السقراطية» بمثابة العواقب الإشكالية الواضحة لوجهة النظر هذه مثل وجهة النظر التي تقول إنه لا يوجد هناك ضعف في الإرادة، أي إن أحدًا لا يرتكب الشر أو يسعى نحو ارتكابه بدراية (الخطأ الأخلاقي)؛ وإن أي شخص يرتكب، أو يسعى لارتكاب خطأ أخلاقي، فإنه يرتكبه رغمًا عن إرادته؛ وإن الفضيلة هي المعرفة، وإنه لا توجد هناك فضائل كثيرة، إنما جميع الفضائل هي واحدة.
يشكك الفلاسفة المعاصرين حول ما إذا كانت مفاهيم سقراط في معرفة الحقيقة، والسلوك الأخلاقي، يمكن أن تتساوى مع المفاهيم الحديثة والمفاهيم ما بعد الديكارتية حول المعرفة والفكرانية العقلانية. على هذا النحو، برهن ميشال فوكو، بدراسة تاريخية مفصلة، أنه في العصور الكلاسيكية (من 800 قبل الميلاد وحتى 1000 ميلادي) كانت «معرفة الحقيقة» مماثلة أو قريبة من «المعرفة الروحية» حسب فهم المعاصرين لهذا المفهوم. وبالتالي، تكون المعرفة الروحية جزءًا لا يتجزأ من المبدأ الأوسع المتمثل في «رعاية الذات» دون أن يقتصر الأمر على الفكر العقلاني.
تهدف مثل هذه الرعاية عادة، من الممارسات الزاهدة المحددة التي تشارك فيها الذات، إلى ضمان أن معرفة الحقيقة ليست للحفظ فقط، إنما للتعلم أيضًا، وبالتالي تكون جزءًا لا يتجزأ من الذات، في سياق تحويل نفسه (الشخص المعني) إلى شخص جيد. لذلك، فإن فهم القصد من الحقيقة «المعرفة الفكرية» يتطلب تكامل الفرد مع الحقيقة (العالمية)، وأن يعيشها بموثوقية في كلامه وقلبه وسلوكه. يتطلب تحقق هذه المهمة الصعبة الرعاية المستمرة للذات، ولكنها تعني أيضًا أن شخصًا ما يجسد الحقيقة، وهكذا بإمكانه ممارسة أداة «بارهيشا» الخطابية للعصر الكلاسيكي بسهولة، والتي تعني: «التحدث بصراحة، ثم طلب المغفرة حول ذلك الحديث»؛ وبالتالي فهذا يعني استطرادًا، أي ممارسة الواجب الأخلاقي في قول الحقيقة من أجل الصالح العام، حتى في حالات الخطر الشخصي. تتناقض وجهة النظر السقراطية الفلسفية الأخلاقية القديمة هذه مع الفهم المعاصر للحقيقة والمعرفة باعتبارهما مشاريع أو مهمات عقلانية.

## الفكرانية اللاهوتية في العصور الوسطى
كانت الفكرانية اللاهوتية في العصور الوسطى تُعتبر عقيدة الفعل الإلهي، إذ تسبق قوة الفكر، هي أعلى من قوة الإرادة. على هذا النحو، تتناقض الفكرانية مع الإرادية، التي تقترح أن الإرادة متفوقة على الفكر والعواطف؛ وبالتالي، في هذا الموقف «وفقًا للعقيدة الفكرية»، فإن اختيارات الإرادة تنجم عما يدركه العقل أنه جيد؛ فالإرادة نفسها محتومة. بالنسبة للإرادية، على النقيض من ذلك، فإن الإرادة هي التي تحدد الأشياء الجيدة، والإرادة نفسها غير محددة. من هذا المنظور الفلسفي والسياق التاريخي، يُعتبر كل من النابغة الإسباني المسلم ابن رشد (1126-1198) في القرن الثاني عشر، وعالم اللاهوت المسيحي الإيطالي توما الأكويني (1225-1274)، وعالم اللاهوت المسيحي الألماني ميستر إكهرت (1260-1327)، فكرانيون.